# Mycetophila vittipes
Mycetophila vittipes är en tvåvingeart som beskrevs av Zetterstedt 1852. Mycetophila vittipes ingår i släktet Mycetophila och familjen svampmyggor. Arten är reproducerande i Sverige. Inga underarter finns listade i Catalogue of Life.